# Eupatorium kiirunense
Eupatorium kiirunense là một loài thực vật có hoa trong họ Cúc. Loài này được (Kitam.) C.H.Ou & S.W.Chung mô tả khoa học đầu tiên năm 1998.